# 1567 az irodalomban
Az 1567. év az irodalomban.

## Születések

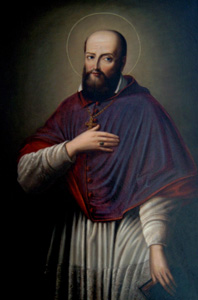
Szalézi Szent Ferenc

- augusztus 21. – Szalézi Szent Ferenc (Franciscus Salesius) francia püspök, teológus, egyházi író; az újságírók és írók védőszentjének tartják († 1622)
- 1567 – Thomas Nashe angol próza- és drámaíró, az Erzsébet-kor kiemelkedő pamfletírója; az angol pikareszk regény (The Unfortunate Traveller, 1594) megteremtője  († 1601).[1]

## Halálozások
- május 2. – Marin Držić (Drzsics Marino), a Raguzai Köztársaságban élt reneszánsz kori horvát író, vígjátékíró; többek között a Dundo Maroje című vígjáték szerzője (* 1508)